# Río do Peixe (Santa Catarina)
El río do Peixe (río del Pez en portugués) es un curso de agua brasileño localizado en el estado de Santa Catarina. Su nombre se debe a la gran cantidad de peces que solían habitar sus aguas en tiempos pasados.
Nace en el municipio de Calmon y pasa por varias ciudades importantes del interior santacatarinense como  Caçador, Videira y Joaçaba entre otras.  Por la margen izquierda del río se encuentra la vía ferroviaria que une São Paulo con Porto Alegre. El río presenta un alto grado de contaminación en sus aguas y actualmente se están llevando a cabo programas para sanearlo.
El río corre con un rumbo sur hasta desembocar en el río Uruguay frente a la ciudad de Marcelino Ramos. Sus principales afluentes son los ríos Limeira y Estreito.
- Datos: Q3432937
- Multimedia: Rio do Peixe (Santa Catarina) / Q3432937